# Gustaf Lind (trädgårdsman)
Gustaf Herman Lind, född 14 april 1869 i Dagsbergs församling, Östergötlands län, död 21 januari 1945, var en svensk trädgårdsman.
Lind praktiserade inom olika trädgårdar, genomgick 1889–1891 Kungliga Lantbruksakademiens trädgårdsskola vid Experimentalfältet samt anställdes där 1891 som trädgårdsmästare och var 1900–1934 dess föreståndare. Han reorganiserade undervisningen där, bedrev omfattande försöksverksamhet samt arbetade på allt sätt arbetat för att befrämja den svenska trädgårdsodlingens intressen. Sålunda verkade han genom bland annat specialkurser, föreläsningsverksamhet, anordnande av utställningar för höjande av fruktodlingen och för införande av ändamålsenliga metoder för fruktens sortering, packning och försäljning samt för inrättande av tidsenliga anordningar för konservering av frukt, bär och köksväxter.
Lind var sekreterare i Sveriges Pomologiska förening 1900–1908, sedermera ledamot av föreningens styrelse och flera dess utskott ordförande i Stockholms Gartnersällskap 1915–1933. Tillsammans med Frans Liljewall och Carl O. Blomgren utgav han 1902–1905 tidskriften "Trädgården" och redigerade 1908 en tidskrift med samma namn.
Lind blev hedersledamot av Kungliga Lantbruksakademien 1913. Han tillhörde Stockholms stadsfullmäktige 1915–1919, var ledamot av kyrkogårdsnämnden 1917–1931, kyrkvärd i Engelbrekts församling 1915–1935 och 1939 samt ordförande i församlingens fattigvårdsstyrelse 1920–1932.